# Башенный (мыс)
Башенный (укр. Башенній, крымскотат. Agira,  Агира) — мыс восточной части Южного берега Крыма, южная оконечность Капсихорской бухты. Мыс Башенный расположен на 4 километра юго-западнее села Морское, около региональной автодороги 35К-005 Алушта — Феодосия.
С Башенного мыса в сторону Судака видны заказник Аунлар, мысы Ай-Фока, Чикен, Меганом, а в сторону Алушты — главная гряда Крымских гор, завершаемая Аю-Дагом.

## Этимология
На мысе Башенный расположена средневековая башня-донжон (Чобан-Куле) замка «Тасили», принадлежавшая генуэзским феодалам братьям ди Гуаско. От генуэзской башни мыс и получил своё название. Другое название мыса, «Агира», восходит к ср.тюрк. «агыр», тяжелый, трудный.

## Археология
На Башенном мысе (в районе села Морское, где расположен Чобан-Куле) были обнаружены гончарные печи VIII—IX веков. Печи были врезаны в возвышающийся склон и сложены из сырцового кирпича. Производили в основном круглодонные яйцевидные амфоры, плоскодонные сосуды, круглые плоские фляги и пифосы для продажи по всему крымскому побережью, где требовалась гончарная посуда.
От замка XV века братьев Гуаско осталась лишь круглая дозорная башня (донжон) и у её подножия остатки стен. Помимо этого на мысе Башенный были обнаружены части жилых домов, которые составляли раньше посёлок при замке.

## Галерея

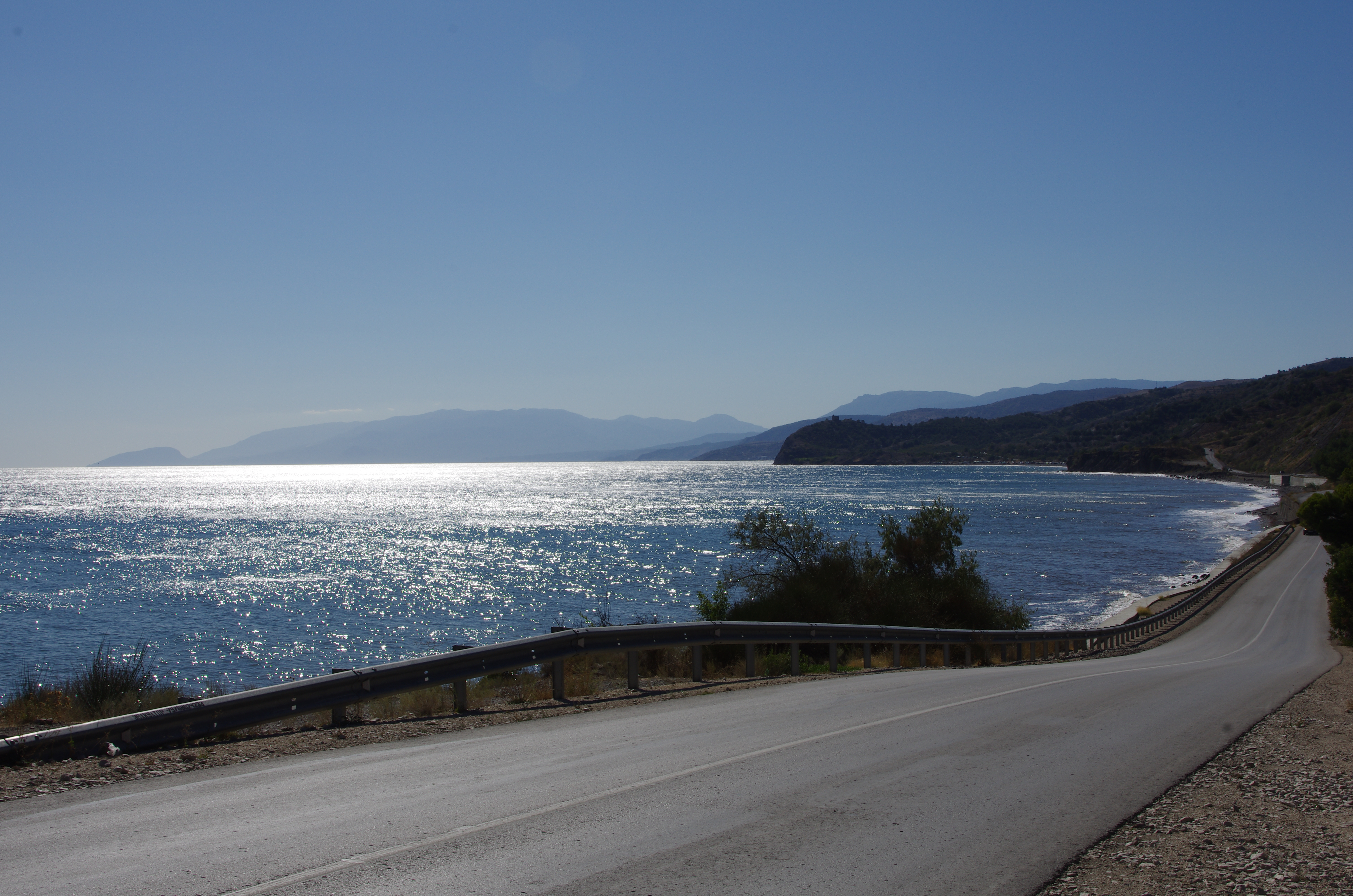
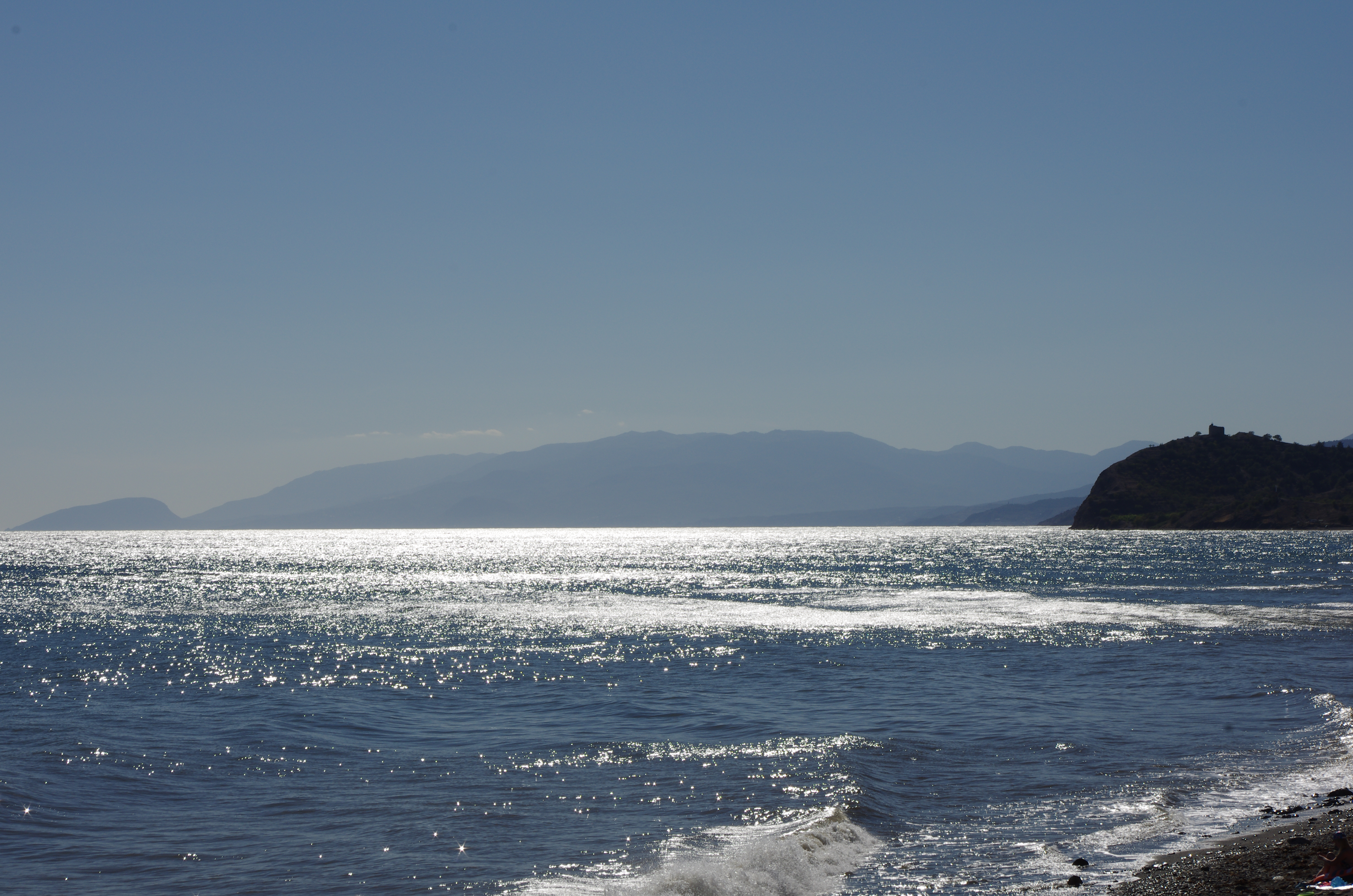
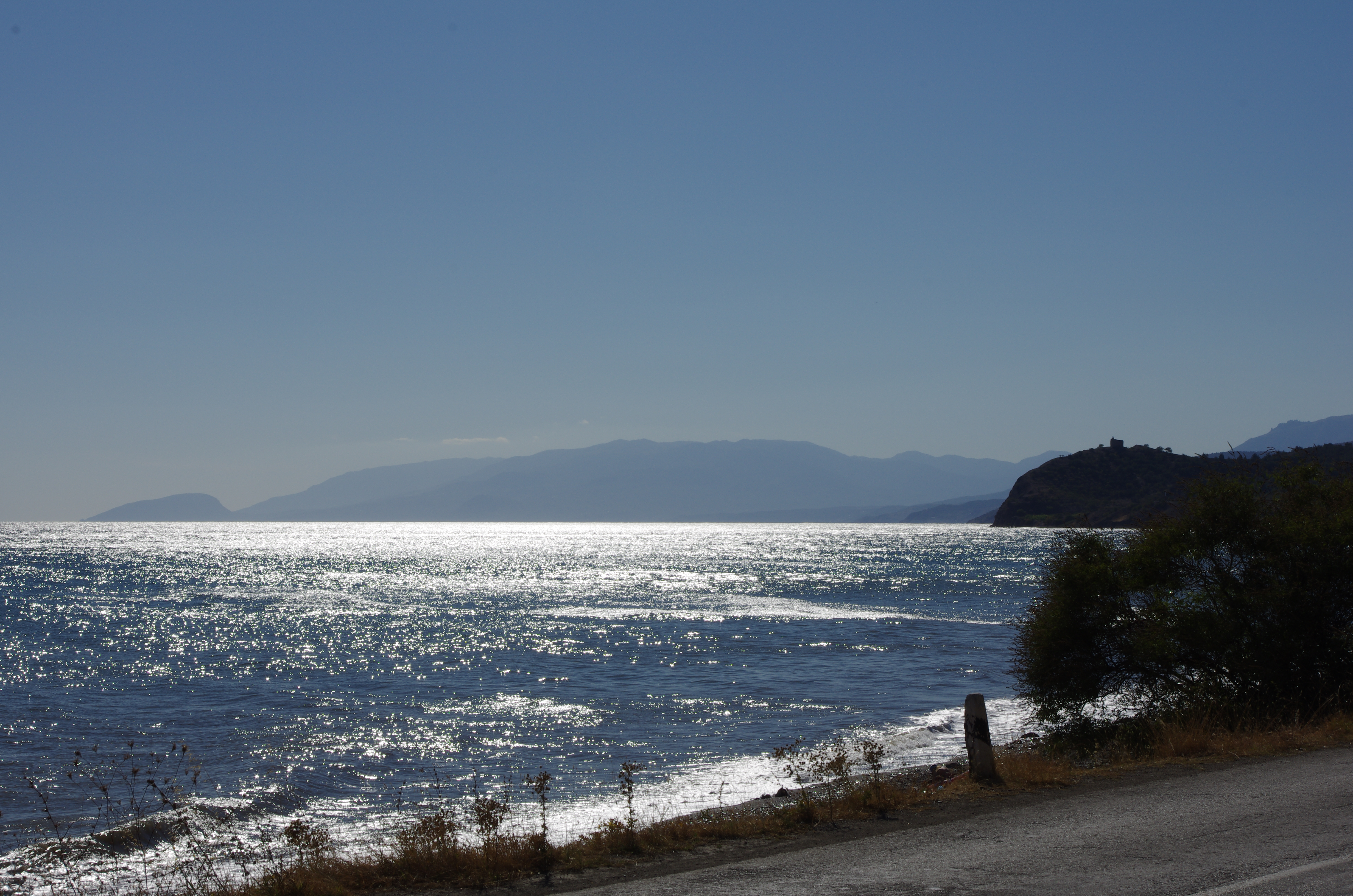
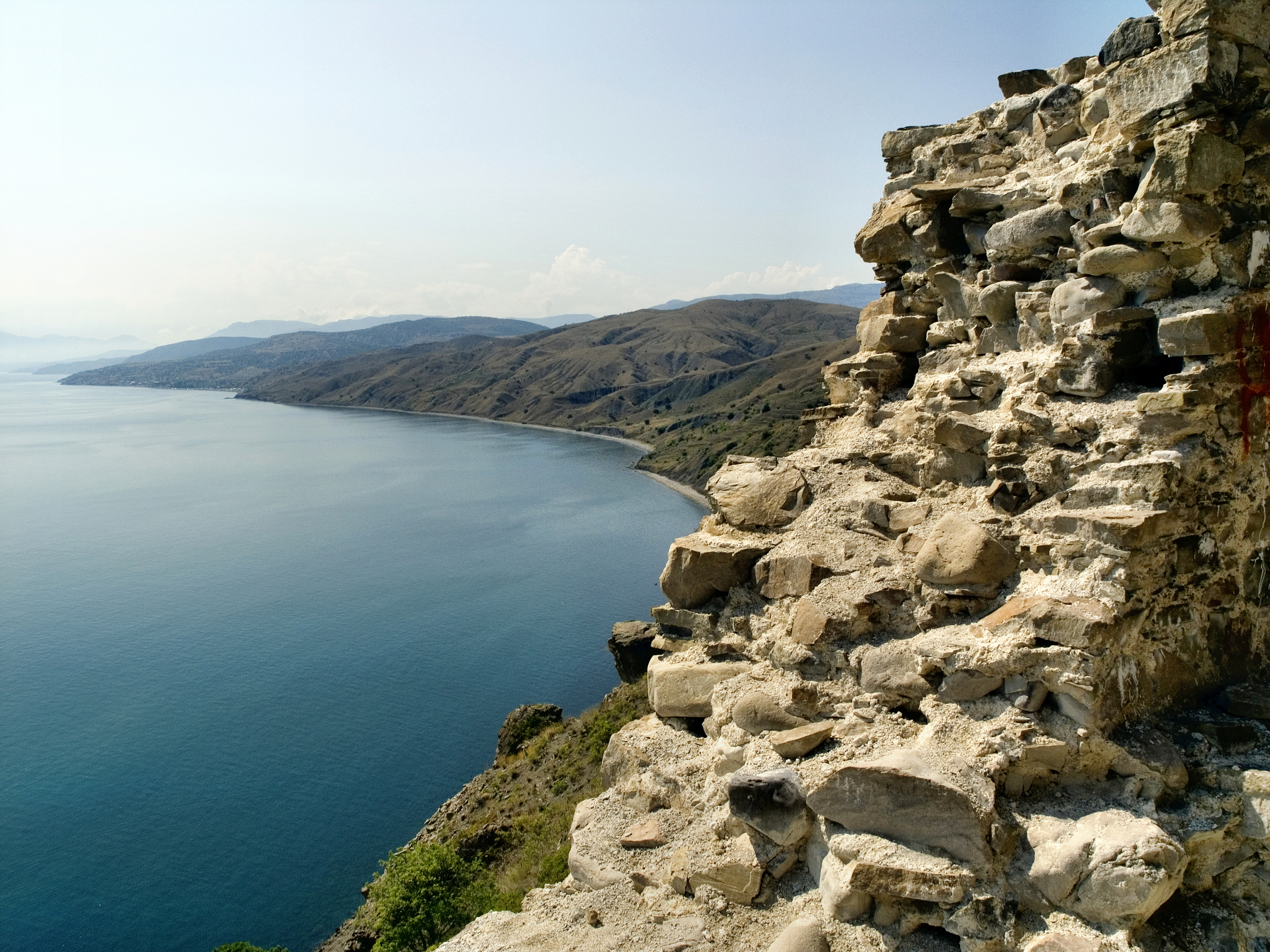

## Топографические карты
- Лист карты L-36-118 Судак. Масштаб: 1 : 100 000. Состояние местности на 1974 год. Издание 1976 г.